# Луций Юлий Цезарь (претор 183 года до н. э.)
Луций Юлий Цезарь (лат. Lucius Iulius Caesar; умер после 183 года до н. э.) — римский политический деятель из патрицианского рода Юлиев, претор 183 года до н. э.

## Биография
По одной из версий, Луций был сыном Секста Юлия Цезаря, претора в 208 году до н. э. Его братьями могли быть Секст, консул 157 года до н. э., и Гай, написавший историю Рима на греческом языке. Луция могли назвать в честь деда, которого М. Гриффин идентифицирует как Луция Юлия Либона, консула 267 года до н. э.
Луций Юлий упоминается в источниках только в связи с событиями 183 года до н. э., когда он занимал должность претора. По жребию ему выпало управлять Цизальпийской Галлией. В это время галлы, которые проникли в Италию, начали строить поселение в районе будущей Аквилеи, и сенат поручил Луцию прекратить строительство, при этом по возможности не прибегая к военной силе. В том же году были назначены триумвиры, которые начали строить на этом месте римскую колонию. Таким образом, Луций сыграл решающую роль в основании поселения, ставшего позже одним из крупнейших городов классической древности.
По мнению немецкого историка Вильгельма Друмана, претор 166 года до н. э., носивший то же имя, был сыном претора 183 года.